# Christ & Gantenbein
Christ & Gantenbein ist ein 1998 gegründetes international tätiges Architekturbüro mit Hauptsitz in Basel und einer Niederlassung in Barcelona. Insgesamt werden rund 100 Mitarbeitende beschäftigt. Die Gründungspartner Emanuel Christ und Christoph Gantenbein führen das Unternehmen gemeinsam mit den Partnern Mona Farag, Tabea Lachenmann und Daniel Monheim sowie neun Associates. 

## Geschichte und Wirken
Christ & Gantenbein haben Bauten und Projekte wie Museen, Bürogebäude,  Wohnungsbauten oder Ausstellungen in der Schweiz, Deutschland, Italien, Frankreich, England, Mexiko oder China realisiert. 
Mit der Fertigstellung der Erweiterung des Landesmuseums Zürich und des Kunstmuseums Basel wurde das Architekturbüro international bekannt. Zu den Arbeiten von Christ & Gantenbein zählen zudem das Roche Multifunctional Workspace Building in Grenzach-Wyhlen, das Lindt Home of Chocolate in Kilchberg, das List Customer Center in Arisdorf oder ihr Beitrag zur Ruta del Peregrino in Jalisco, Mexiko.
2018 zeichnete das Online-Magazin Dezeen Christ & Gantenbein mit dem Architect of the Year Award aus.

## Bauten und Projekte (Auswahl)

### Fertiggestellt
- Pont Neuf, Kettenbrücke, Aarau, Schweiz 2022/2023[11]
- UK House Lobby, London, Vereinigtes Königreich, 2022[12]
- Ausstellungsdesign für Paris Internationale, Paris, Frankreich, 2022[13]
- Roche Multifunctional Workspace Building, Grenzach-Wyhlen, Deutschland 2021
- Lindt Home of Chocolate, Kilchberg, Schweiz, 2020
- Renovierung Landesmuseum Zürich, Zürich, Schweiz, 2020[14]
- Westhof Housing, München, Deutschland, 2018
- Wittenberg Pavillon, Wittenberg, Deutschland, 2017[15]
- Kunstmuseum Basel Neubau, Basel, Schweiz, 2016[16]Kunstmuseum Neubau Basel
- Hochhaus, Pratteln, Schweiz, 2016[17]

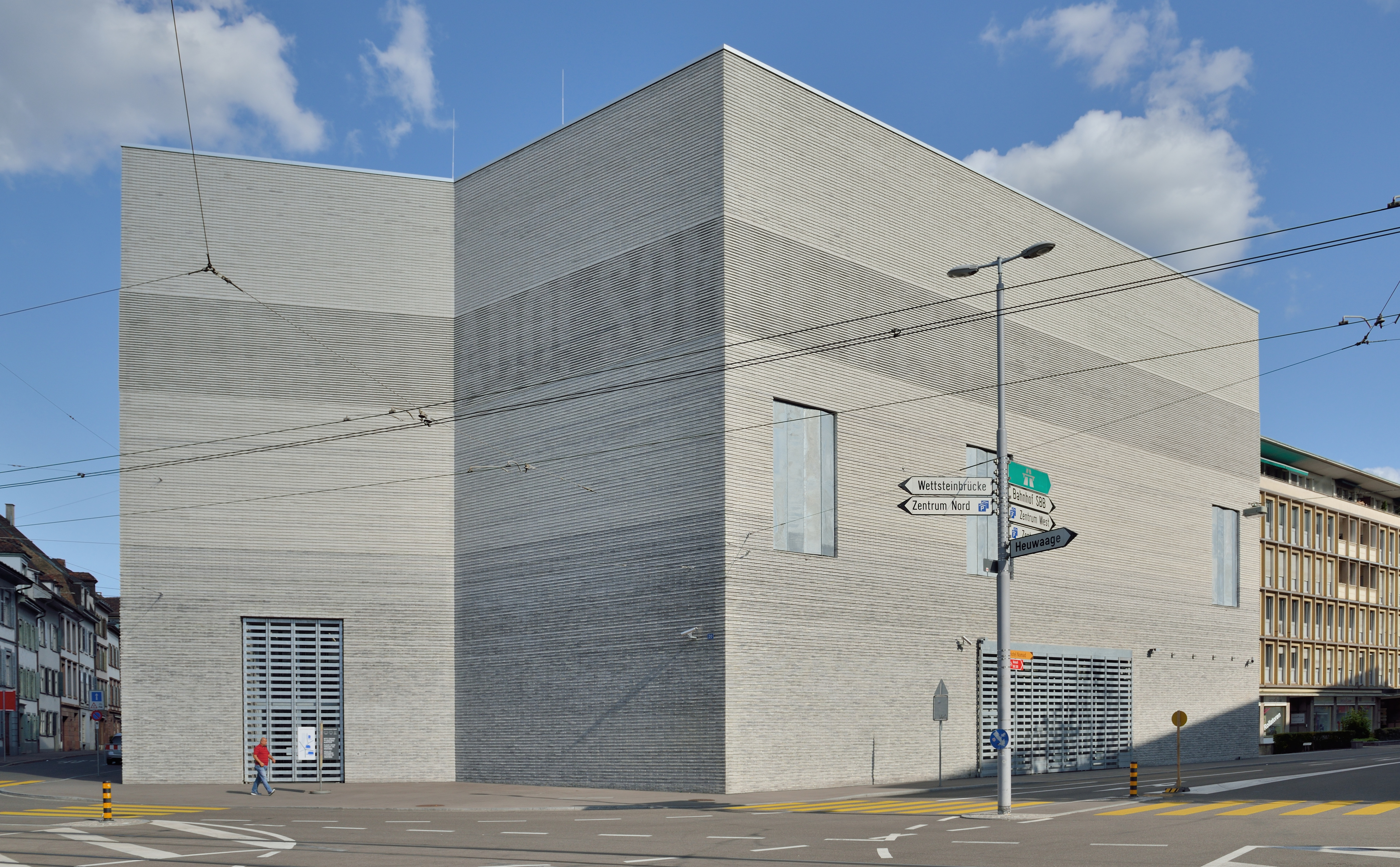
Kunstmuseum Neubau Basel

- Erweiterung des Landesmuseums Zürich, Zürich, Schweiz, 2016[18]Erweiterung des Schweizerischen Landesmuseums, Zürich

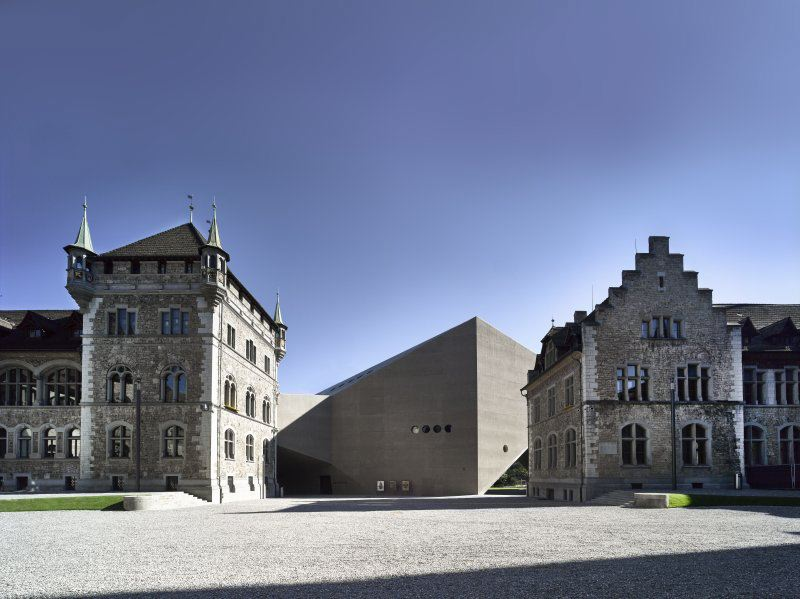
Erweiterung des Schweizerischen Landesmuseums, Zürich

- List Kundenzentrum, Arisdorf, Schweiz, 2015
- Lux Guyer Haus, Küsnacht, Schweiz, 2014[19]
- Gartenpavillon, Basel, Schweiz, 2012
- Wohnhaus am See, Zürich, Schweiz, 2012
- Pilgersäule, Ruta del Peregrino, Jalisco, Mexiko, 2012
- BLKB Bürogebäude, Liestal, Schweiz, 2011[20]
- Bürogebäude auf dem Roche-Campus, Grenzach, Deutschland, 2011[21]
- Wohnhaus und Werkstatt Wohnwerk, Basel, Schweiz, 2010[22]
- Swiss Church, London, Vereinigtes Königreich, 2010[23]
- VoltaMitte Wohnhaus, Basel, Schweiz, 2010[24]
- Ancient Tree, Jinhua Architektur- und Kunstpark, Jinhua, China, 2007[25]
- Haus an der Bahnlinie, Zollikon, Schweiz, 2001

### Im Bau
- Vaugirard Wohnungsbau, Paris, Frankreich[26]
- Arealentwicklung Nidfeld, Kriens, Schweiz[27]
- Internationales Museum der Reformation, Genf, Schweiz[28]
- Willy-Brandt-Strasse Wohn und Bürogebäude, Hamburg, Deutschland
- Universitätsspital Zürich USZ, Zürich, Schweiz, Erweiterungsbauten Mitte 1/2[29]

## Auszeichnungen (Auswahl)
- 2021: Architizer A+ Jury Awards[30]
- 2018: Best Architects 18 Award – Public Buildings[31]
- 2017: Design Miami, Panerai Visionary Award

## Ausstellungen (Auswahl)
- 2021: Mahalla: Urban Rural Living – Architektur-Biennale Venedig, kuratiert von Emanuel Christ, Victoria Easton, Christoph Gantenbein[32]
- 2019: The Last Act of Design – Hillside Gallery Tokyo; Kyoto Institute of Technology, kuratiert von JSAA
- 2018: Maniera 12 – Design Miami Basel[33]
- 2017: Vertical City – Chicago Architecture Biennial, kuratiert von Sharon Johnston, Mark Lee[34]
- 2016: More Than a Hundred Years – Architektur-Biennale Venedig, kuratiert von Alejandro Aravena[35]
- 2015: Shenzhen Bi-City Biennale – UABB Dacheng Flour Factory, Shekou, kuratiert von Doreen Heng Liu
- 2012: Ruta del Peregrino – Architektur-Biennale Venedig, kuratiert von David Chipperfield[36]
- 2012: Remaking Zurich – International Architecture Biennale Rotterdam IABR, kuratiert von Asu Aksoy, George Brugmans, Joachim Declerck, Fernando de Mello Franco, Henk Ovink und ZUS
- 2010: Hong Kong in Zurich – A Typological Transfer – Istituto Svizzero di Roma[37]
- 2007: Primitive Architecture – São Paulo International Biennial of Architecture[38]

## Publikationen (Auswahl)
- Emanuel Christ, Victoria Easton, Christoph Gantenbein: Mahalla – The Survey. Humboldt Books, Mailand 2021, ISBN 979-12-80336-03-3.
- Victoria Easton, Kentaro Ishida: Christ & Gantenbein: The Last Act Of Design. Japan Swiss Architectural Association, Tokio 2019.
- Emanuel Christ, Christoph Gantenbein, Victoria Easton: More Than a Hundred Years. Christ & Gantenbein, Stefano Graziani 2015.
- Nobuyuki Yoshida: Christ & Gantenbein. In: A+u. Nr. 535, Tokio 2015.
- Emanuel Christ, Victoria Easton, Christoph Gantenbein, Cloé Gattigo: Typology. Paris, Delhi, São Paulo, Athens. Park Books, Zürich 2015, ISBN 978-3-906027-63-0.
- Markus Breitschmid, Victoria Easton: Around the Corner. The Architecture of Christ & Gantenbein. Hatje Cantz Verlag, Ostfildern 2012, ISBN 978-3-7757-3381-6.
- Emanuel Christ, Victoria Easton, Christoph Gantenbein: Typology. Hong Kong, Rome, New York, Buenos Aires. Park Books, Zürich 2012, ISBN 978-3-906027-01-2.
- Emanuel Christ, Christoph Gantenbein: Review N° I Pictures from Italy. Park Books, Zürich 2011, ISBN 978-3-906027-00-5.
- Emanuel Christ, Christoph Gantenbein: Hong Kong Typology. gta Verlag, Zürich 2010, ISBN 978-3-85676-287-2.